# Barbara Kolb
Barbara Kolb (Hartford, 10 de fevereiro de 1939 – North Providence, 21 de outubro de 2024), foi uma compositora norte americana. Foi a primeira compositora norte americana a ganhar o Prémio Roma.

## Biografia
Barbara Anne Kolb, nasceu em Hartford, Connecticut, a 10 de fevereiro de 1939, foi a única filha de Harold Judson Kolb (regente de várias bandas semiprofissionais e diretor musical numa rádio local) e Helen Kolb.
Ela estudou na Hartt College of Music (atualmente The Hartt School) da Universidade de Hartford, tendo obtido o diploma de bacharel e o mestrado em música. Teve como professores de composição musical Arnold Franchetti, Lukas Foss em Tanglewood e Gunther Schuller.
Enquanto estuda ensina e toca clarinete na Orquestra Sinfónica de Hartford. Após concluir os seus estudos, Kolb obteve uma bolsa da Fulbright Fellowship e mudou-se para Viena, na Áustria, onde ficou de 1966 a 1967. Em 1968 conhece e fica amiga de Copland que assegura o seu contrato com a editora Boosey & Hawkes. No mesmo ano, torna-se protegida de Foss que a inclui no programa de uma série de concertos na Universidade de Nova Iorque em 1968.
Foi a primeira compositora a receber encomendas da Fromm Foundation em 1970. O New York State Council for the Arts, a Koussevitzky Foundation e o Washington Performing Arts Society encontram-se entre as várias entidades que lhe encomendaram obras.
De 1979 a 1982, Kolb trabalhou como directora artística de música contemporânea, no Third Street Music School Settlement, onde apresentou a série de concertos "Music New to New York". Além disto, ela deu início à sua carreira como professora de Composição no Rhode Island College e na Eastman School of Music. Algumas das suas composições foram seleccionadas para serem apresentadas no Kennedy Center, tendo a interpretação ficado a cargo dos "Theater Chamber Players" que fazem parte do Boston Modern Orchestra Project.
Kolb não foi apenas conhecida como compositora, ela foi também uma reconhecida clarinetista.
Suas composições incluem All in Good Time (1993), encomendado para o 150º aniversário da Orquestra Filarmônica de Nova York, e Voyants (1991), um concerto para piano e orquestra de música de câmara dedicado à memória de Aaron Copland. O Voyants foi recentemente interpretado por Kathleen Supové com a Orquestra Sinfónica da Universidade de Rhode Island, dirigida pelo maestro Edward Markward, no dia 16 de outubro de 2006 em Providence. Os discos dedicados exclusivamente à música de Kolb foram editados para público em geral pela CRI e pela New World Records. A sua composição orquestral All in Good Time e obras de John Corigliano, Aaron Jay Kernis, John Harbison e Michael Hersch foram gravadas em conjunto pela Grant Park Symphony Orchestra, dirigida pelo maestro Carlos Kalmar, para um CD editado pela Cedille Records no verão de 2006.
Kolb morreu em sua casa em North Providence, Rhode Island, em 21 de outubro de 2024, aos 85 anos.

## Prémios
- 1969 - Foi a primeira compositora norte americana a ganhar o Prémio de Roma na secção de Composição Musical (Prix de Roma)[1][2][7]
- 1987 - Ganha o segundo prémio na competição Friedheim do Kennedy Center em Washington com a sua composição Millefoglie[1]

## Obra
A sua música que utiliza massas sonoras, criando frequentemente estruturas verticais através de unidades rítmicas ou melódicas simultâneas (motivos ou figuras). O estilo musical de Barbara caracteriza-se pelo uso de texturas coloridas, um toque impressionista e um vocabulário atonal, que demonstram influências decorrentes das artes literárias e visuais e que demonstram uma série de inovações. É o caso da sua composição Soundings que precisa de dois maestros por estar pensada para ser tocada por três orquestras, dirigidas por dois maestros. Outro aspecto inovador presente em algumas das suas obras é o facto de ela recorrer a sons de instrumentos previamente gravados para compor, como acontece na sua obra Spring River Flowers Moon Night, em que dois pianos tocados ao vivo são acompanhados por sons de instrumentos pré-gravados (guitarra, bandolim, percussões, etc).
Entre as suas composições encontram-se:
- Millefoglie, para orquestra de câmara e fita gerada por computador[9]
- Extremes, dupla para flauta e violoncelo
- Chromatic Fantasy, para narrador e seis instrumentos
- Solitaire para piano e fita de dois canais e vibrafone
- Voyants em homenagem a Copland[9]
- Cavatina para violino ou viola solo (1983, revista em 1985)
- Related Characters para viola e piano (1982)
- Virgin Mother Creatrix, uma obra coral à capela, inspirada no misticismo de Hildegard von Bingen

## Discografia
Inclui:
- Crosswinds[14]
- Figments
- Homage to Keith Jarrett and Gary Burton[9]
- Related Characters - tocada por Bill Perconti, James March e o Iowa Brass Quintet[15]
- American Orchestra Works - interpretada pela Grant Park Orchestra e conduzida pelo maestro Carlos Kalmar[16]